# Dýrafjörður
Le Dýrafjörður est un fjord de la région de Vestfirðir (les fjords de l'ouest) situé entre l'Arnarfjörður et l'Önundarfjörður qui mesure 32 km de long et 9 km de large à l'embouchure. Il fait maintenant partie de la municipalité d'Ísafjörður.
Deux collines, de chaque côté du fjord : le Sandafell (362 m) au sud et le Myrafell (312 m) au nord, bloquent la vue de sorte que la totalité du fjord n'est pas visible depuis le fond. Il s'ouvre comme une porte au cours de la navigation et certains disent que c'est ce qui lui a donné son nom (dyr : porte) mais, d'après le Landnámabók, il aurait été appelé ainsi d'après un certain Dýri, du Sunnmæri.
Sur les deux rives, un relief adouci a permis l'établissement de quelques agglomérations à l'intérieur du fjord. Au fond se trouvent les vallées de Gláma, créées par un ancien glacier.
Sur la côte sud, en contrebas du Sandafell, se trouve le village de Þingeyri, fondé au XIXe siècle, où se tenaient auparavant un parlement (þing) et un marché. Non loin se trouve Haudalakur où vivait le hors-la-loi Gísli Súrsson. Une route passant par le désert de Hrafnseyrarheiði vers l'Arnarfjörður reste fermée pendant l'hiver ; la construction d'un tunnel est prévue pour relier Dýrafjörður à Arnarfjörður. Sur la côte nord, une bonne route permet d'aller de Gemlufallsheiði à Önundarfjörður.
Le vieux manoir et l'église de Nupur se situent en aval du Myrafell sur la côte nord. Une école y a été fondée en 1907. Elle fut école de district jusqu'en 1992, date à laquelle elle devint un hôtel pendant l'été. Il existe d'autres églises, celle de Myrum sur la côte nord et celle appelée Hraunskirkja (église de lave) à Keldudal en face sur la côte sud, mais cette dernière n'est plus le siège d'une paroisse, la  vallée ayant été désertée. Une autre église existait auparavant à Sandur mais elle a été transférée à Þingeyri.

## Colonisation
Quatre colons découvrirent le Dýrafjördur : Dýri, de qui le fjord tient le nom et qui aurait vécu à Hálsum, Erik, de Keldudal, Véteinn Végeirsson, de Haukadal, et Þórður Víkingsson, qui s'installa le premier à Alviðra. On prétendait que Þórður était le fils du roi Harald Ier de Norvège, ce que conteste Guðbrandur Vigfússon. 

## Personnalités
- Ásgeir Blöndal Magnússon, grammairien islandais du XXe siècle, est né dans le Dýrafjörður.

## Galerie

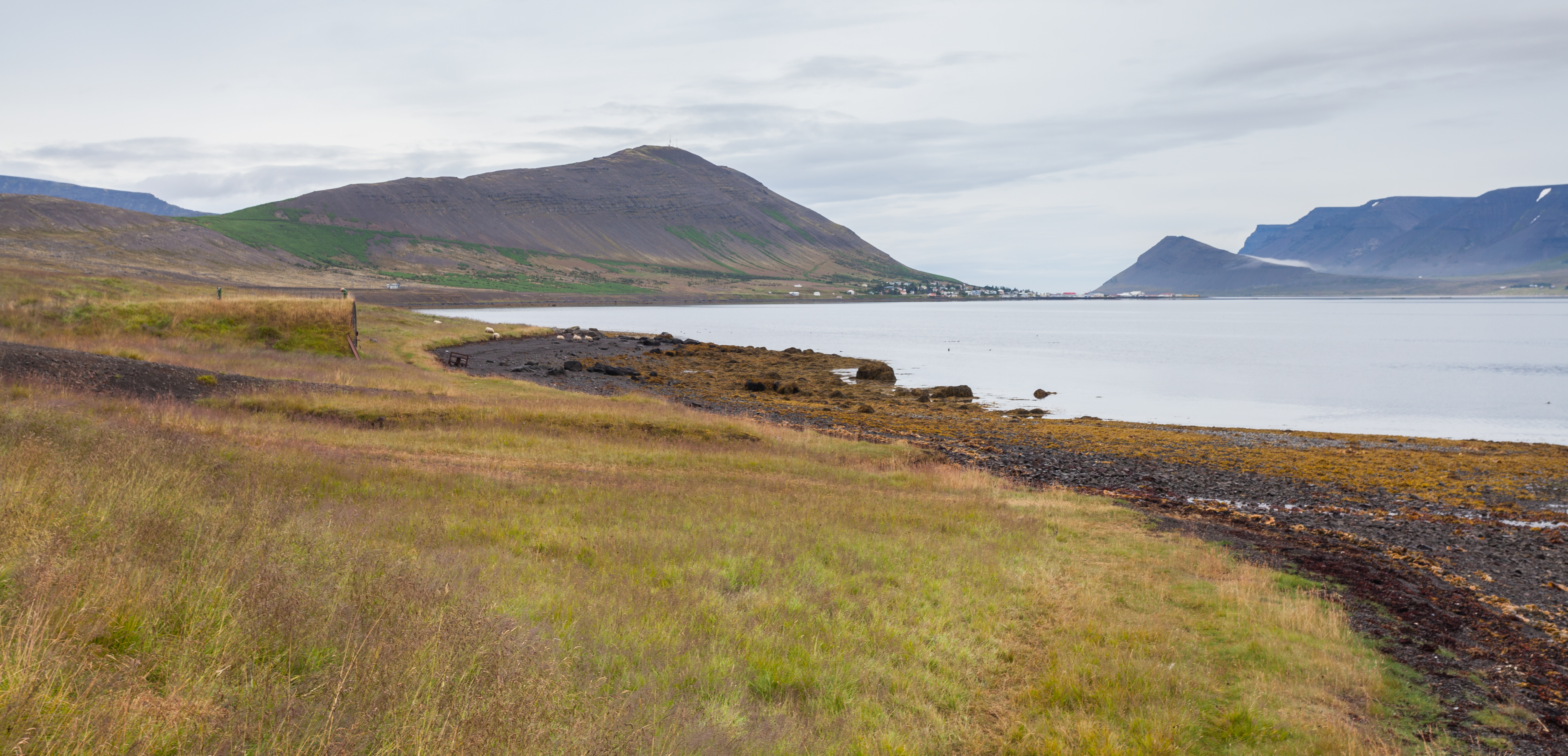
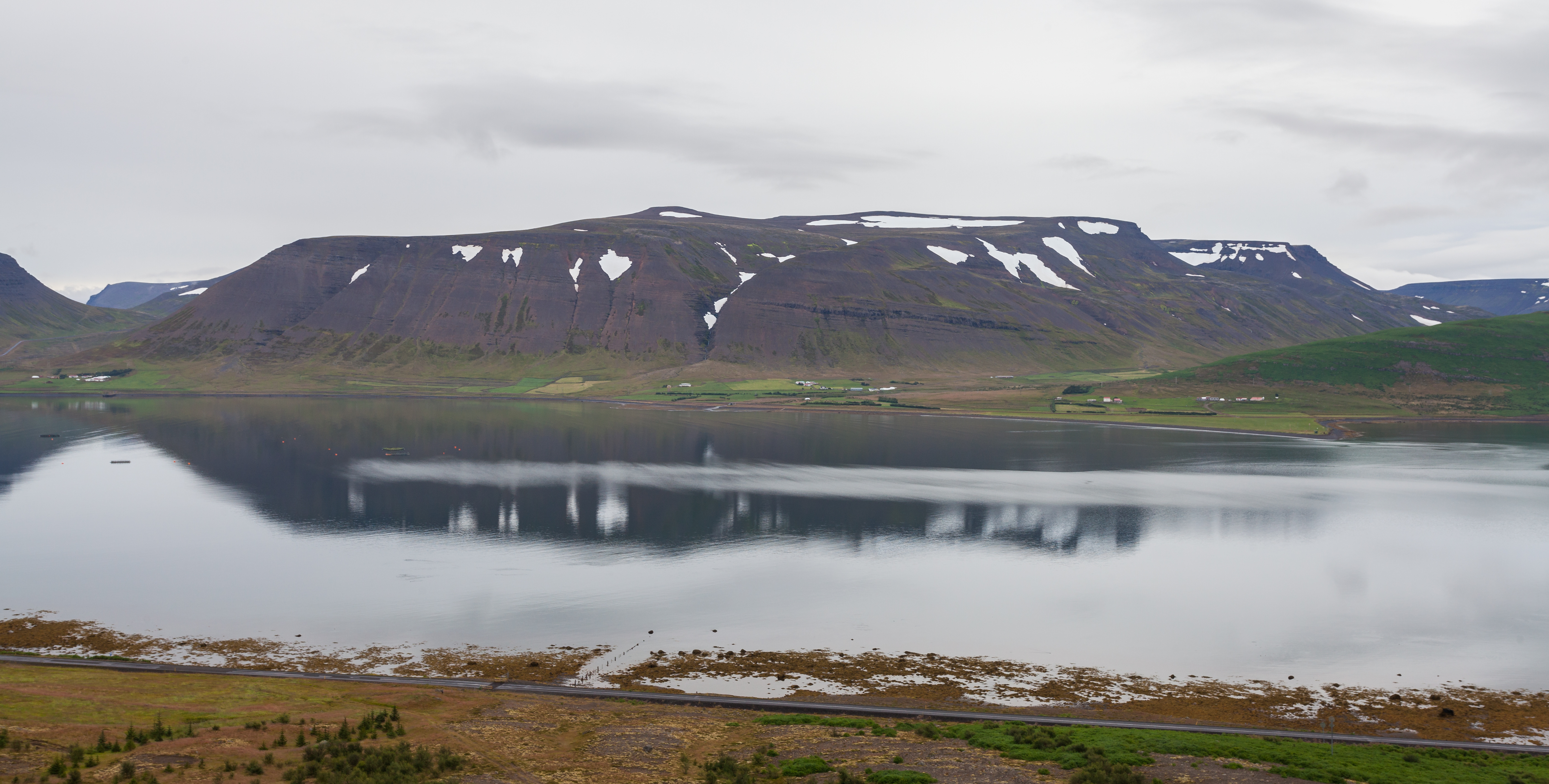
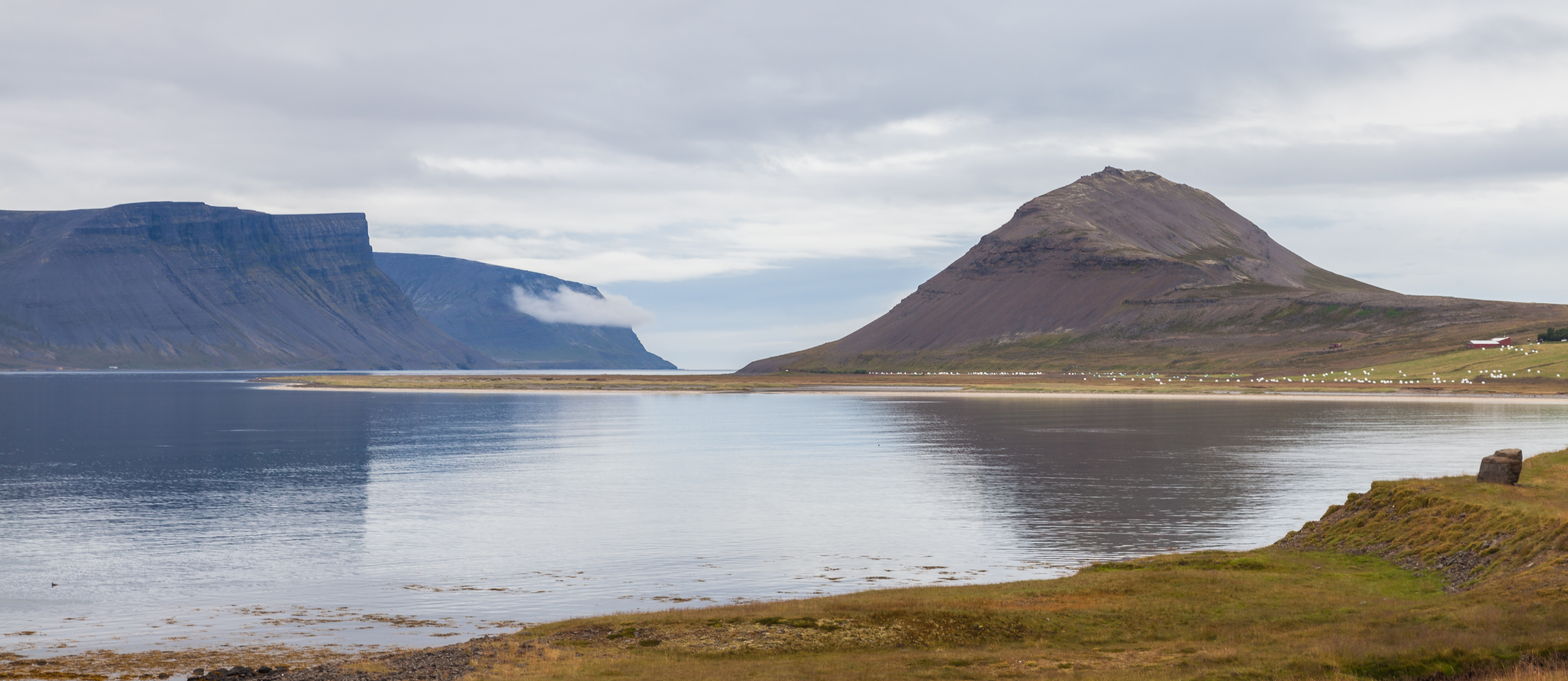
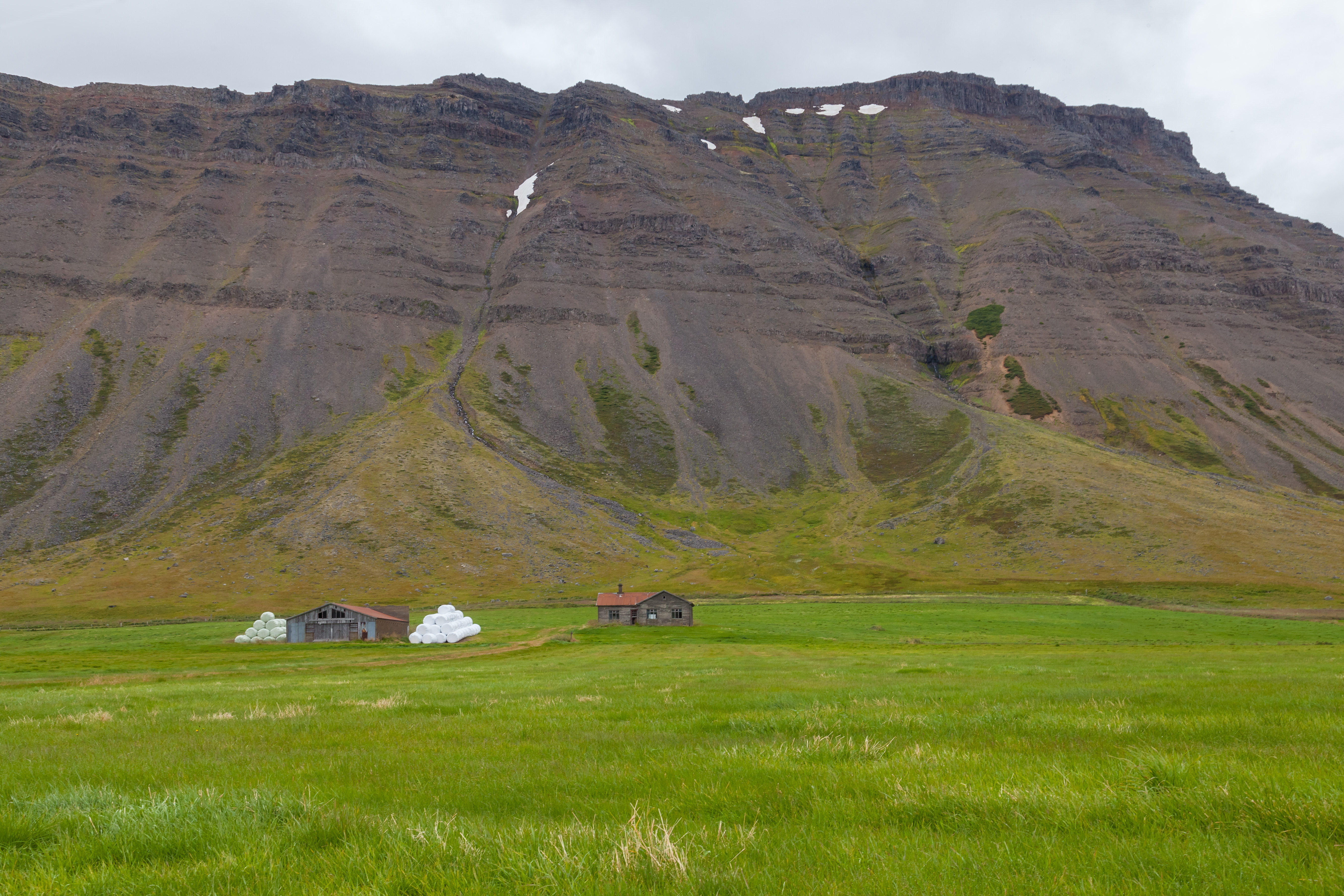
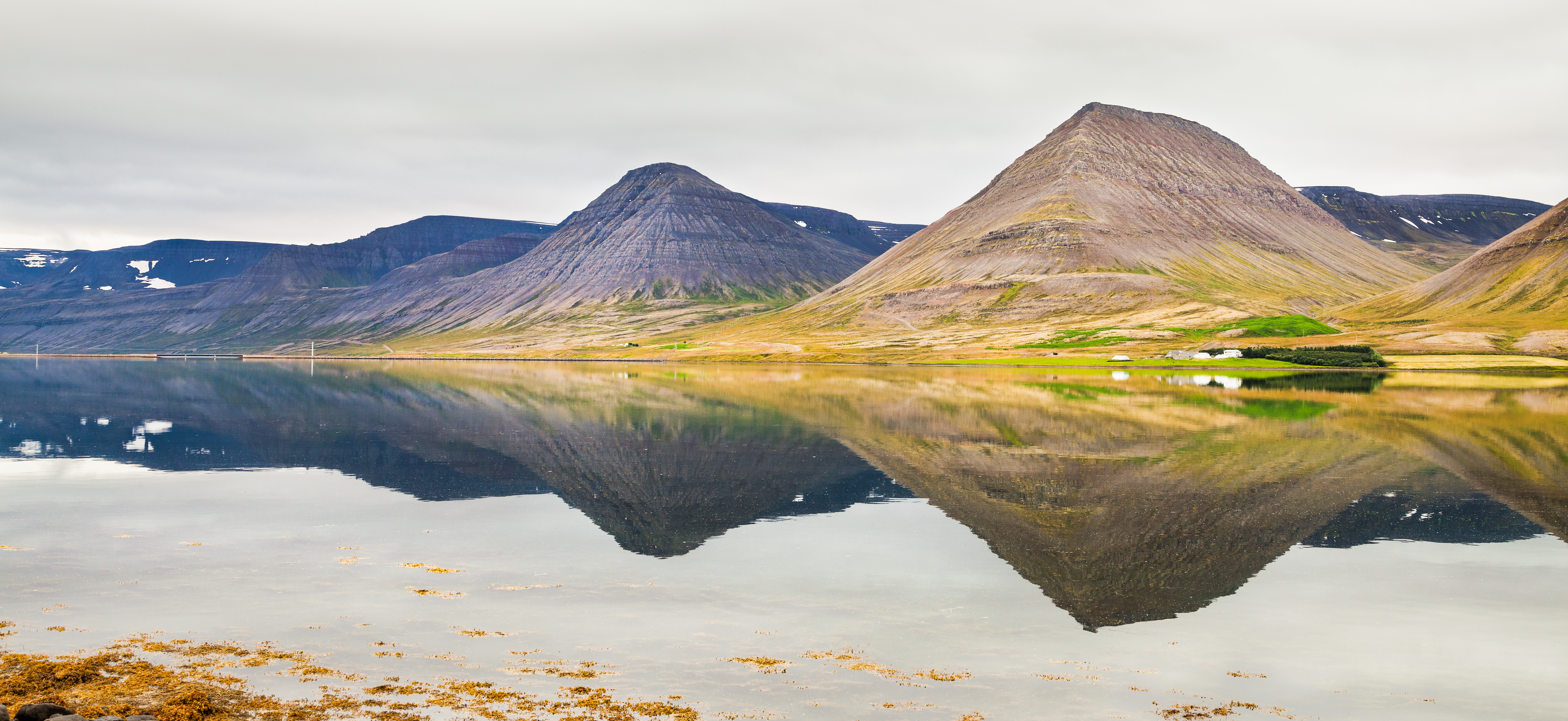
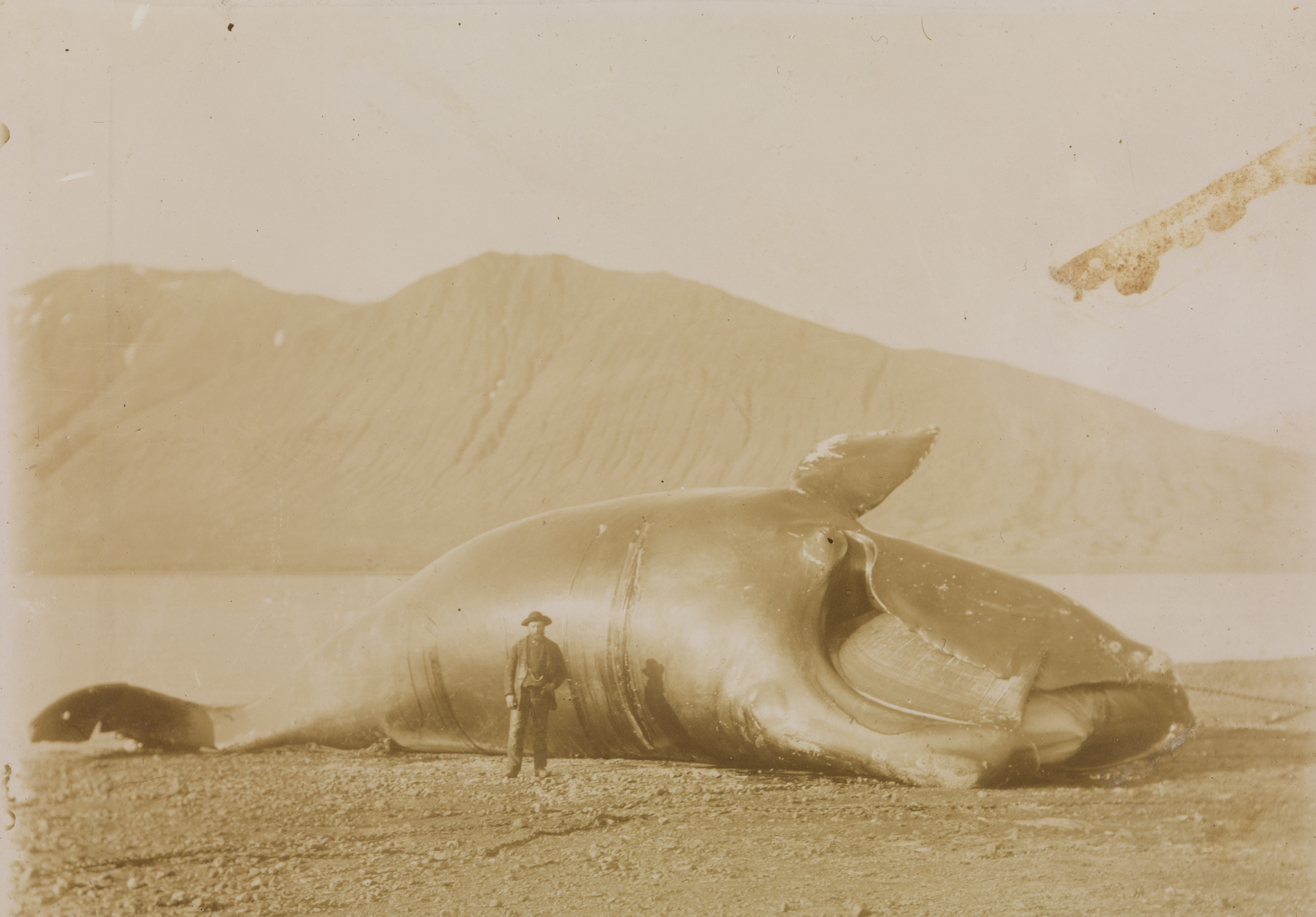
Baleine franche de l'Atlantique nord, Fridtjof Nansen[1].